# Фролова, Клавдия Павловна
Кла́вдия Па́вловна Фроло́ва (24 февраля 1923, село Сеньково, Орловская губерния — 21 марта 2010, Днепропетровск) — украинский литературовед и литературный критик, профессор, заведующая кафедрой украинской литературы ДНУ.
Её перу принадлежат монографии и исследования: «Андрей Головко» (в соавторстве, 1967), «Развитие образного сознания в украинской советской лирике» (1970), «Анализ художественного произведения» (1975), «Эстетические категории в украинской советской лирике» (1976).

## Биография
Родилась 24 февраля 1923 г. в русской деревне Сеньково Орловской губернии. Её отец — Павел Сергеевич, старший сын большой крестьянской семьи. Работал виноделом в Крыму, окончил фельдшерскую военную школу в Петергофе, участвовал в Первой мировой войне, а впоследствии и в Гражданской. Там же женился на Нине Даниловне — юной медсестре с Гомельщины. В 1927 г. Павел Сергеевич Фролов, получив ещё и советский диплом, переехал с семьёй в Украину, в село Рудька Царичанского района Днепропетровской области. Там он основал амбулаторию, фактически сформировав систему медицинской помощи крестьянам.
Училась Клавдия в школах Рудьки и Китайгорода, увлекалась литературой и театром, ставила самодеятельные спектакли и играла в них. В 1939 г. поступила на филологический факультет Днепропетровского государственного университета.
Пережила времена немецко-фашистской оккупации в хуторе Куньша в Краснодарском крае, куда эвакуировалась с семьей в 1941 г. Там, вместе с родителями, помогала партизанскому движению, прятала еврейскую семью. После освобождения Куньши советскими войсками организовала школу для местных и эвакуированных детей, стала её официальным директором и преподавателем.
Во время войны училась в Одесском университете, который эвакуировался в Майкоп, а позднее — в Туркмению.
Вернувшись в 1944 г. в Днепропетровск она, продолжая обучение в университете, поступает в Театральное училище. В 1945 г. К. Фролова с отличием заканчивает университет и одновременно с обучением в театральном училище начинает преподавать там филологические дисциплины.
В 1946 г. К. П. Фролова вышла замуж за морского офицера Бориса Мусиевича Хазана — выпускника физического факультета Днепропетровского университета.
В марте 1947 г. Клавдия Павловна родила сына Виктора в селе Юрьевка Царичанского района, где после войны жили её родители.
В том же году К. Н. Фролову пригласили в Украинский музыкально-драматический театр им. Т. Шевченко в г. Днепр, где она уже скоро стала одной из ведущих актрис, а с начала 1948 г. была назначена ещё и заведующей литературной частью театра. Её наиболее яркие роли в классическом репертуаре: «Коварство и любовь» Ф.Шиллера, «Мёртвые души» М. Гоголя и др. И в лучших современных пьесах («Счастье» П. Павленко и др.) вызвали восхищение публики и очень лестные отзывы прессы.
В 1949 году актриса покинула профессиональную сцену. Ей пришлось заниматься разными делами: давать уроки бальных танцев, преподавать чистописание, вести театральные кружки работать диктором на радио, мастером художественного слова в филармонии.
С 1949 г. преподавала литературу в Днепропетровском финансовом техникуме, где даже получила звание старшего советника финансовой службы. Именно там К.П. Фролова создала самодеятельный театр, который был признан одним из лучших любительских коллективов в СССР. Клавдия Павловна была режиссёром и играла главные женские роли. Спектакли «Назар Стодоля» и «Гроза» по пьесам Т. Шевченко и О. Островского были признаны лучшими на всесоюзных фестивалях самодеятельного искусства.
В 1955 г. была приглашена на должность художественного руководителя только что открытого Днепропетровского Дворца студентов. Там она создала систему массового привлечения к творчеству студенческой молодежи, формирование кружков во всех направлениях творческой деятельности, которые фактически стали студиями профессионального уровня.
С 1961 Фролова — преподаватель, а с 1962 — доцент кафедры украинской литературы Днепропетровского государственного университета (почасово она периодически работала в университете с 1953 г.). В 1963 г. её тяжело больной муж наконец получает как ветеран войны, малогабаритную «хрущевку» на ул. Косиора, и семья Клавдии Павловны (мужем, сын и родители) наконец перебирается туда из полуподвальной коммуналки.
С 1962 Фролова начинает исследование творчества писателей «расстрелянного возрождения». Именно тогда открывались некоторые архивы, разрешается переиздание произведений украинских художников, уничтоженных в сталинскую эпоху. Фролова публикует научные разведки творчества поэтов 20-х годов, анализирует их художественные достижения. Исследует и творчество прозаиков тех лет публикует письма известного прозаика Григория Эпика из Соловецкого лагеря своей жене  (это была не первая подобная публикация в СССР). Она исследует обстоятельства гибели репрессированных украинских писателей. Уже в годы перестройки публикует результаты этих исследований, подвергаясь атаке и судебным искам со стороны сталинистов.
В 1960-е годы К.П. Фролова анализирует новую поэзию «шестидесятников», активно поддерживает и пропагандирует молодых поэтов нового поколения — Ивана Драча, Лину Костенко, Николая Винграновского, Василия Симоненко, принимает не опубликованные стихи аспиранта-филолога Василия Стуса и своего студента Ивана Сокульского. Вокруг Клавдии Павловны объединяется талантливая, патриотически настроенная молодежь. В «позалекційном» общении К.П. Фроловой со студентами обсуждаются не только вопросы сугубо литературные, но и вопросы культурной и общественной жизни, до выступлений и общения приглашаются ведущие поэты. Клавдия Павловна работает с молодыми талантами в литературном объединении при городской библиотеке, ведет университетскую литературную студию «Гарт».
В 1968 г. в Украине взрывается кампания направленная против Олеся Гончара в связи с его только что напечатанным романом «Собор». От преподавателей и студентов университета власть требует публичного осуждения этого произведения как клеветнического и идейно порочной. Особенно это, конечно, касалось филологического факультета. К.П. Фролова ещё в 1964 г. организовывала в Днепропетровском университете Всеукраинскую конференцию, посвященную творчеству выпускника факультета Олеся Гончара, писала о его романах рецензии и научных статьях. Она высоко оценила и «Собор», отметив в рецензии на него чувства страстного желания к утверждению истинной духовности, без которой общество замерзнет в холодной спячке, а это фатально скажется и на социально-экономическом состоянии страны. По понятным причинам эта рецензия К.П. Фроловой не была напечатана, а её студенты не только отказались участвовать в позорной кампании, но и написали острого письма против травли выдающегося писателя. Фролову, которая была фактически отстранена от общения со студентами, друзья убедили в необходимости временно покинуть Украину. И несколько месяцев она находилась в России. используя это время для работы в библиотеках и архивах, творческом общении с лучшими представителями русской филологической и философской науки.
Именно в это время в 1968 г. К.П. Фролова закончила работу над большой монографией, посвященной развитию образного сознания в украинской лирике 1917—1967 гг. Монография была высоко оценена ведущими литературоведами, она уже была подготовлена к тиражированию. Но местные контролирующие органы выявили в ней целый ряд имен поэтов, творчество которых Клавдия Павловна анализировала с высокой профессиональностью и привязанностью, хотя даже упоминание этих имен было «не рекомендовано». Как результат— выпуск книги был запрещен, а шрифт рассыпан. Фролова все же нашла выход. Днепропетровский университет в то время был в системе всесоюзного министерства, а московские чиновники, не разбираясь в украинской литературе, завизировали издание, и тираж был напечатан в 1970 г. в университетской типографии.
В 1972 г. К.П. Фролова в Институте литературы Академии наук УССР блестяще защищает докторскую диссертацию посвященную украинской лирике. В том же году становится профессором, а с 1973 г. возглавляет кафедру украинской литературы Днепропетровского государственного университета. К.П. Фролова направляет кафедру к серьёзной научной работе на мировом уровне — это исследование принципов художественности, эстетической стороны литературного творчества, развития образного сознания, естественной основы таланта. Она разрабатывает свой метод анализа художественного произведения, создает оригинальную систему эстетических категорий, вводит в научный оборот новые термины.
К.П. Фролова с большой любовью и мастерством исследует достижения украинской литературы, прежде всего поэзии, разных времен, особое внимание уделяя современному литературному процессу, рассматривает место во всемирной литературе украинской литературы, определяя её общечеловеческие и уникальные национальные особенности. (Клавдия Павловна и сама всю жизнь писала стихи, которые никогда не обнародовала. Опубликовала лишь толику из прозаических произведений).
К.П. Фролова убеждена в том, что её научные достижения служат для поднятию духовного и образовательного уровня общества, пониманию своей высокой ответственности за судьбу страны и будущих поколений. А воплощение этого-вместе с тонким пониманием природы художественного произведения, ощущением огня незримой субстанции — должно происходить через творческий и упорный труд школьных учителей, преподавателей вузов и средних специальных заведений. Именно их подготовкой неутомимо и талантливо занимается Клавдия Павловна. В её лекциях сочетаются глубокий научный подход, всеобъемлющая эрудиция, ясность преподавания, высокий артистизм, педагогическое дарование и искренняя любовь к студентам. Поэтому для них каждая из этих лекций становится настоящим праздником. Послушать лекции Клавдии Павловны приходят не только студенты с других факультете, но и преподаватели и аспиранты.
Она становится одним из авторов учебников для вузов «Теория литературы» (1975.) и «Украинская советская литература» (1979). Её книга «анализ художественного произведения» (1975), стала крайне желанной и для студентов и для специалистов— филологов.
В начале 1978 г. К. Фролова вступает в Союз писателей Украины (которая в то время была частью Союза писателей СССР), где становится одним из ведущих деятелей секции литературной критики. Её обстоятельный анализ творчества украинских поэтов и современного литературного процесса вообще, который она осуществляла в предисловиях и післямовах в литературных изданий и в периодике ещё с 1963 г. в течение более 40 лет, всегда привлекали самое пристальное внимание писателей и филологов и живейший интерес со стороны широких кругов читателей.
В фундаментальной монографии «Эстетические категории в украинской советской лирике» (1975) К.П. Фролова впервые представила иерархическую систему эстетических категорий и продемонстрировала их применение в анализе конкретного литературного материала. Она стала инициатором и основным организатором Всесоюзной научной конференции «эстетические категории в литературоведческом и искусствоведческом анализе», которая состоялась в 1978 г. Днепропетровском университете. Методологическая система исследований в области эстетики, созданная профессором К.П. Фроловой и методики, производные из этой системы, проложили мост между эстетикой и искусствоведением (литературо-, театро-, музыковедением) и изучением других видов искусства, что до того делалось крайне редко.
В 1979 г. К. Фролову приглашают на профессорскую должность в Московский государственный университет им. М.В. Ломоносова с предложением возглавить новое направление, которое соединяло бы эстетический системный анализ литературного процесса с его внедрением на материале литературы народов СССР (К.П. Фролова с 1967 г. активно работала над проблемой национальных и межнациональных средств образности в литературе). В перспективе должна была быть открыта кафедра, на которой бы развивалось это направление как в образовательном, так и в научном плане. Но Клавдия Павловна все же отказалась от такого заманчивого предложения. Перевесила забота о созданной ею украинской литературоведческой школе и желание работать именно на родной земле, отдавая силы украинскому обществу.
В те же времена К.П. Фролову избирают председателем университетской организации общества «Знание». И она начинает быстро превращать эту довольно бюрократическую тогда организацию, которая имела статус исполнителя партийно-государственных задач, в систему, которая генерировала бы эффективные методы просвещения людей - не только университетского контингента, но и различных слоев населения. Клавдия Павловна создает Народный университет культуры, который очень быстро растет до уровня значительного общегородского заведения. Было создано несколько факультетов, которые охватывали практически все аспекты культуры и искусства. К.П. Фролова, благодаря своим знаниям, энергии, деловым связям, горячему желанию поднять как можно больше соотечественников на высокие культурные ступени, сумела сделать реальное народное заведение для достижения этой цели. Фактически на общественных началах для преподавания были привлечены самые квалифицированные лекторы, задействованы культурные учреждения. Клавдия Павловна лично уделяла все свободное от учебной и научной работы время деятельности в Народном университете — читала обзорные и профессиональные лекции, проводила конференции и семинары, организовывала встречи с выдающимися художниками, разыскивала людей, которые имели талант к культурной или научной деятельности. Это общественное заведение было признано лучшим народным университетом на Всесоюзном съезде Общества «Знание». За годы работы Народного университета тысячи жителей Днепропетровска приобрели не только новые знания, но и вкус к литературе и искусству высокого сорта, приобщились к культурной жизни.
Одновременно с общественной работой К.П. Фролова в 80-е годы энергично развивает свою научную школу, генерирует плодотворные научные идеи, много сил отдает преподавательской работе, активно работает в нескольких научных и редакционных советах Под её руководством защищается немало докторских и кандидатских диссертаций. Из под её пера выходят многочисленные статьи в научных, популярных и «толстых» литературных журналах. Она редактирует научные сборники и готовит для них фундаментальные и обзорные статьи. Целый ряд её статей размещается в многотомных энциклопедиях. В эти же годы выходят книги К.П. Фроловой «Нравственно-эстетические искания в современной украинской лирике», «Теория и методика применения эстетических категорий в литературоведческом анализе», «Взаимовлияние и взаимосвязи советских национальных литератур».
К. Фролова считает, что ученые должны привлекать широкие слои народа и, прежде всего, молодежи к пониманию результатов своей работы, важности её для развития общества. Поэтому она выискивает время и для популяризации литературоведения . В 1983 г. она выпускает книгу «субстанции незримой огонь». В ней популярно исследуется вопросы поэтики художественного текста, тайны создания поэтического образа. А в 1987 г. выходит книга К.П. Фроловой «интересное литературоведение». Глубокое проникновение в сущность художественного сочеталось в ней с ясностью рассказа о сложных вопросах литературного творчества— а высокая эрудиция автора-с искренней любовью к читателю. Этим читателем должен быть школьник, но не только в школьной, и в студенческой, и в работающей молодежи книга пробуждала новые источники чувства и понимание литературы, а в некоторых ещё и разжигала настоящий литературный дар. Эта книга, несмотря на массовый тираж очень быстро стала библиографической редкостью. И в 1991 г. максимальным на то время тиражом выходит её второе дополненное и переработанное издание, которое тоже мгновенно исчезает с полок магазинов и, к сожалению, библиотек. В 1989 г. Министерство образования СССР обращается к к. Фроловой с просьбой написать подобную книгу на русском языке и с примерами из русской литературы как пособие для всех школ Советского Союза. И Клавдия Павловна, значительно расширяя книгу, пишет её российский вариант. Но приводя многочисленные примеры из литературы русской, сохраняет в ней все примеры украинской литературы, а кроме того, наполняет книгу примерами из многих литератур народов СССР. Эта книга была полностью подготовлена к печати массовым тиражом в августе 1991 г. Но известные события в Москве так и не дали возможности увидеть ей мир.
В 1989 г. К. Фролова вместе с сыном становятся инициаторами создания Приднепровского коллегиума-учебного заведения на принципиально новой основе— Он должен соединить последние классы средней школы и бакалавриата. По замыслу авторов проекта обучение малая отбираться самая талантливая молодежь со всего Приднепровского региона. Были разработаны оригинальные программы, которые органично сочетали глубокое изучение гуманитарных дисциплин с формированием системного мышления на базе точных наук, сформирована система постоянного поиска и отбора учеников коллегиума, подобраны квалифицированные преподаватели. Проект успешно прошел экспертизу специалистов, к нему одобрительно отнеслись органы образования и даже вызвался финансировать фонд «Возрождение» (при условии предоставления местными органами власти достойного помещения). Коллегиум должен был стать заведением которое бы дало настоящее воспитание и глубокое образование талантливой и патриотически настроенной молодежи, готовить настоящую элиту региона и страны. К сожалению, властные органы ни до, ни после провозглашения независимости Украины так и не поддержали этот проект — его было утоплены в вопросах помещения, финансирование, подчинения, штатного состава, персоналий, системе отбора учеников и вообще в бюрократическом болоте. Ряд отдельных приложений, которые были подготовлены для коллегиума впоследствии использовались в различных учебных заведениях Украины и России уже без участия авторов.
Во времена перестройки К.П. Фролова активно выступает за возвращение выдающихся археологических находок на территории Украины и художественных ценностей, вывезенных из Украины в разные годы в украинских музеев. Она ведёт острую дискуссию в письмах с российским академиком Лихачовым, с которым до этого переписывалась о литературоведческих вопросах, отрицая его предложение сосредоточить все художественные и исторические ценности Советского Союза в Москве и Ленинграде В эти времена К.П. Фролова становится одним из лидеров общественного движения в области культуры. Как делегат от Днепропетровщины она принимает активное участие в учредительном съезде Общества украинского языка им. Т.Г. Шевченко, съезде украинской интеллигенции. Там она выступает за утверждение и развитие украинской культуры и языка как важнейшей составляющей будущей демократической Украинского государства. В конце 80 — х в периодических изданиях публикуются рассказы-воспоминания Клавдии Павловны (в частности «Рудька», где речь идет о Голодоморе в её селе), которые печатались в иностранных изданиях под псевдонимом или без подписи автора.
Ещё в 1970-е годы К.П. Фролова занимается проблемой «Человек и природа». С детства, которое прошло в живописной Орільщині (Царичанском районе Днепропетровской области) Клавдия Павловна очень тонко воспринимает природу, испытывает глубокие взаимоотношения с ней человека. Её размышления и чувства стали основой для научных разработок этой темы в литературе в основном украинской. Эти разработки вошли в монографии, статьи к. Фроловой, а также были развиты её учениками. И как всегда в своей жизни Клавдия Павловна сочетает научные разработки с практической деятельностью. Она выступает перед активистами неформальной экологической организации «семинар по окружающей среде (SOS)», которую её сын начал в 1975 г., а впоследствии активно способствует созданию Независимой общественной экологической ассоциации «Зелёный мир». В 1992 Фролова создаёт культурологическую общественную организацию «Зелёная гостиная». Она объединяет творческую интеллигенцию, учёных, преподавателей, студентов, народных художников, людей, любителей литературы и искусства, которые болеют за состояние украинской природы. Каждое заседание организации (2 раза в месяц) становится событием в культурной жизни города. Программы заседаний включали выступления учёных, писателей, артистов, музыкантов. Организовывались выставки художников. Целью организации было привлечение общественности к экологическому движению через эмоциональное восприятие необходимости защиты природы, сохранение её ресурсов для грядущих поколений. Понимая, что реальное влияние на состояние природы, на практику природопользования возможен с использованием политических рычагов, К.П. Фролова активно содействует созданию региональной организации партии Зеленых Украины (ПЗУ). Она не только становится членом этой партии, но и пишет Манифест Зеленых Украине, который съезде ПЗУ принимается как официальный документ партии. Клавдия Павловна пишет материалы для партийных изданий, открытки для избирательной кампании, даёт предложения по деятельности Зелёных.
Вместе с развитием своей научной школы и подготовкой специалистов — филологов К.П. Фролова серьёзно занимается изучением и анализом украинского фольклора, прежде всего — Приднепровского региона. Клавдия Павловна естественно впитала в себя народный дух, мировосприятие основы народа — украинского крестьянства ещё с детских лет. И сейчас она собирает и анализирует в литературном, историческом и социальном измерениях многочисленные образцы истинно народного слова, которые ещё не становились предметом профессионального изучения филологов, историков, социологов. С присущим ей воодушевлением Клавдия Павловна разрабатывает стратегию поиска фольклорного материала, организует экспедиции студентов, которые собирают его. В 1991 г. выходит её популярная книга об украинском фольклоре "Прилетела ласточка". В 1993 г. она создаёт учебное пособие по народоведению «Ярина», который становится самым популярным учебником и Справочником по этому вопросу, а вместе с тем глубокой научной разработкой темы.
В том же году К.П. Фролова по возрасту уходит с должности зав. кафедрой, оставаясь её профессором и научным руководителем, продолжая вести напряжённую учебную, научную и общественную деятельность. Но в 1994 г. работу К.П. Фроловой преграждает тяжелая болезнь. Случилось так, что лифты в 12-этажном корпусе университета не работали из-за недостатка средств на электричество, и профессор Фролова на восьмом десятке лет ежедневно должна была пешком подниматься на высокие этажи, чтобы читать лекции, консультировать студентов и коллег. Однажды вечером после лекций она ещё поехала в больницу навестить больную аспирантку. Там тоже пришлось взбираться высоко … потеряла сознание едва добравшись до дома. Сын успел доставить её в больницу в крайне тяжёлом состоянии. Врачи определили обширный инсульт, и несколько недель боролись за её жизнь. Самый оптимистичный прогноз был: возможно ещё несколько лет жизни, но в парализованном состоянии. Зато благодаря усилиям близких и прежде всего её неистовой воли к творческой жизни и служению Украине Клавдия Павловна за несколько месяцев возвращается к полноценной деятельности.
В 1994 г. К. Фролова становится профессором кафедры литературы и искусства Днепропетровского национального университета. Она проводит регулярные теоретические семинары, участвует в организации международных и всеукраинских конференций, пишет статьи о творчестве современных писателей, анализирует литературный процесс. К.П. Фролова продолжает работать в редакционных советах филологических изданий, Учёном совете университета, советах по присуждению научных степеней. И везде она занимает активную, принципиальную позицию, отстаивая поддержание надлежащего научного уровня, содействие творческому поиску, эрудиции и глубокому проникновению в сущность предмета.
К.П. Фролова продолжает развивать и деятельность в области народоведения. Становится инициатором создания в университете лаборатории украинского фольклора, где у филологов будет возможность работать вместе с музыковедами, искусствоведами и историками. Под её научным руководством происходит активный и масштабный сбор и анализ образцов народного творчества— устного, музыкального, художественного. Благодаря этому сохраняются от исчезновения многочисленные образцы этого творчества, которая отражает истинную душу народа.
В 1996 г. К. Фролова официально назначается на должность главного научного сотрудника лаборатории украинского фольклора. Она инициирует издание научных сборников « Фольклорные аспекты языка, фольклора и литературы Приднепровья». «Фольклор и говори Надднепрянщины», становится их соавтором и редактором. В 2001 г. выходит её монография « Рай-поле. Фольклор и современное народное творчество Приднепровье».
Одновременно К.П. Фролова продолжает активно работать и в других филологических отраслях. Печатаются её работы «духовность и искусство», «шестидесятничество (истоки, суть и современность)», «Жанр как морфологическая категория», «Шевченко в Японии» и др. А в 2001 г. выходит монография К.П. Фроловой «методологические и философско-психологические основы теории литературы и искусства», которая стала выдающимся событием в гуманитарной научной сфере. (К сожалению никто из собственных или научно-образовательных кругов не вызвался поддержать это издание, и оно было осуществлено на средства семьи Клавдии Павловны.) В 2005 Фролова становится соавтором книг «Слово о литературе и писателях Приднепровья», «Антология прозы Приднепровья»
В 2006 г. Клавдия Павловна издает книгу публицистических размышлений «Перед очистительной грозой». Книгу об украинских борцов за свободу, человеческое достоинство, сохранение культуры и духовности украинского народа. Книгу о духовном мире, в котором жил народ, мир, который можно почувствовать через неуничтожимы фольклорные источники. Но несмотря на то, что в книге представлен уникальный материал о днепропетровцах, местная власть даже не ответила на просьбу К.П. Фроловой помочь с финансированием этого издания. И Клавдия Павловна вынуждена издавать книги за свой счёт.
В это же время К.П. Фролова параллельно работает и над другими темами. В 2006 г. она подготовила к изданию «Евшан-зелье» — фундаментальную хрестоматию по украиноведению, в которой огромная работа по бережному отбору материала сочеталась с авторским научным подходом. Это давало возможность молодёжи и всем заинтересованным гражданам Украины войти в тему украинства, развить или пробудить любовь к родной земле, осмыслить причины побед и поражений на пути сложной и часто трагической украинской истории. И вновь никто из «сильных мира сего» не поспособствовал изданию этой книги.
Напряжённая борьба за становление и развитие истинной культуры резко ухудшила состояние здоровья К.П. Фроловой. Значительную роль здесь сыграли и врождённый порок сердца, который Клавдия Павловна мужественно преодолевала все жизнь и пережитый тяжёлый инсульт.
В конце 2006 г. она оставляет работу в университете, которому отдала 50 лет жизни, и сосредотачивается на творческой работе. Несмотря на все неурядицы К. Н. Фролова берется за написание фундаментальной монографии «Эстетика», которая должна была стать и глубоко научной книгой и необходимым учебником для гуманитариев. Клавдия Павловна охотно принимает в своем доме студентов, писателей, людей, неравнодушных к литературе и искусству, Она ежедневно интересуется событиями в стране и мире, высказывает по этому свои мысли, пишет предложения во властные структуры.
Но в ноябре 2007 г. у Клавдии Павловны случается новый, крайне тяжёлый инсульт. Три месяца идёт борьба за её жизнь, и, наконец, она возвращается домой, где родные создают ей должный уход. Очень порадовал Клавдию Павловну визит коллег и учеников из университета, Союза писателей, Союза театральных деятелей, которые очень тепло поздравили её с 85-летием. По телефону её поздравляли известные писатели и литературоведы из Киева и других городов Украины.
И снова к работе… К. П. Фролова пишет статьи, дает методические рекомендации и продолжает работать над «Эстетикой». Университет даёт возможность выдать часть этой рукописи, которая выходит в 2008 г. (с участием последней аспирантки Клавдии Павловны Валентины Леонидовны Галацкой) как пособие к изучению курса «эстетика». Несмотря на слабость организма безудержная душа Клавдии Павловны рвется к творчеству, к новых научных исследований. Её ум как всегда полон идеями. Она намечает разноплановые темы работ, среди которых «Взаимодействие науки и искусства», «Динамическое соотношения литературы и действительности», «Украинская музыкально-литературная эстетика». В 2008 г. К. Фролову приглашают в Днепропетровскую консерваторию как профессора, и она готовит учебные планы спецкурсов на тему взаимодействия литературы и музыки, соответствующий дидактический материал, приглашает к себе студентов на консультацию. Начинает писать «Реальные истории», описывая и анализируя художественно факты из своей жизни, встречи с людьми, со временем писать становится труднее и она начинает больше рассказывать.

## Личная жизнь
- Отец: Павел Сергеевич Фролов умер в 1974 г.
- Мать: Нина Даниловна умерла в 1981 г.
- В 1992 г. умер муж: Борис Мусиевич Хазан  (г.р.1917)[2] — выпускник физического факультета Днепропетровского университета, фронтовик, учитель, за которым она была замужем 46 лет.
  - Сын — Виктор Хазан (г.р.1947), украинский политик, доктор философии, кандидат технических наук. Народный депутат Верховной Рады Украины III-го созыва. 
    - Внуки:
      - Павел (род. 1974),
      - Наталья (род. 1981).

Свое 87-летие 24 февраля 2010 Клавдия Павловна отметила в кругу своих детей и внуков. А утром 21 марта 2010 года она скончалась в собственной квартире в Днепропетровске. На панихиду пришли бывшие коллеги Клавдии Павловны — учёные, преподаватели, писатели, художники, театральные деятели, музыканты — светлые, искренние люди. С грустью, благодарностью и сердечным теплом вспоминали счастливые возможности общения с Клавдией Павловной, читали стихи, говорили, что только сейчас люди начнут осознавать её вклад в науку, образование, литературу, вклад в построение нового общества.
Клавдию Павловну Фролову похоронили 24 марта 2010 г. на Левобережном кладбище Днепропетровска, недалеко от могил родителей, рядом с могилой мужа.

## Публикации
- Фролова К. П. Об искусстве речи пропагандиста. — Дніпропетровськ, 1962.- 36 с.
- Фролова К. П. Розвиток образної свідомості в українській радянській ліриці (1917—1967). — Дніпропетровськ, 1970.- 315 с.
- Фролова К. П. Естетичні категорії в українській радянській ліриці: Учбовий посібник по спецкурсу. — Дніпропетровськ: ДДУ, 1975. — 228 с.
- Фролова К. П. Аналіз художнього твору. Деякі методи вивчення тексту художнього твору: Посібник для вчителів. — К.: Рад. школа, 1975. — 175 с.
- Фролова К. П. Чувство семьи единой. — М.: Знание, 1980. — 64 с.: ил. (Новое в жизни, науке, технике. Сер. «Литература», № 2).
- Фролова К. П. Субстанції незримої вогонь…(Про поетику художнього твору): Літ.-крит. нарис. — К.: Дніпро, 1983. — 134 с.
- Фролова К. П. Прилетіла ластівочка: Українські народні свята та обряди. — Дніпропетровськ, 1991. — 40 с.
- Фролова К. П. Ярина: Учбов. посібник з народознавства. — Дніпропетровськ: Книгодрук, 1993. — 228 с.
- Фролова К. П. Поетичне слово над Дніпром // З любові і муки… / Ф.Білецький, М.Нечай, І Шаповал та ін. — Дніпропетровськ: ВПОП «Дніпро», 1994. — С. 295—326.
- Фролова К. П. Проблеми психології творчого процесу в оцінці Івана Франка // Укр. літературознавство. — 1983. — Вип.40. — С. 3-7.
- Фролова К. П. Творчий метод і естетичні категорії [в літературознавстві] // Рад. літературознавство. — 1984. — № 2. — С. 7-14.
- Фролова К. Рудька: [Оповідання] // Бористен. — 1993. — № 2. — С. 15-16.
- Фролова К. Трагічний гумор українського фольклору Совєтської доби: [З виступу на наук. конф. «Сатира і гумор в українській літературній традиції» 11 груд. 1994 р., Чернівці] // Визвол. шлях. — 1997. — № 4. — С. 495—499.
- Фролова К. З Україною в серці: [Про Ю. Семенка] // Бористен. — 1998. — № 3. — С. 6-8.